# Christian Ortega
Christian Ortega, né le 18 avril 1961 à Tarbes, est un joueur et entraîneur français de basket-ball, évoluant au poste de meneur et mesurant 1,89 m.

## Biographie
Il a commencé le basket-ball à Séméac dans les Hautes-Pyrénées. Il compte 8 sélections en équipe de France A. Il fut aussi international cadets, juniors, espoirs et militaire.
Avec Orthez, il remporte la Coupe Korać en 1984, Ortega marque huit points en finale contre l'Étoile rouge de Belgrade. Il est également Champion de France en 1986 et 1987. Sur la saison régulière 1985-1986 en Nationale 1A, il marque en moyenne 8,6 points par match et 7,8 points par match en 1986-1987. En 1989-1990 il tourne à 11,8 points de moyenne. Ortega était capitaine de l’Élan Béarnais de 1988 à 1991 et vainqueur du Tournoi des As en 1991. Dernier capitaine de l’Élan Béarnais à la Moutète et 1er capitaine au Palais des Sports de Pau.
En 2001, il devient entraîneur de Gamarde en Honneur Aquitaine et fait monter l’équipe en Nationale 3. En août 2007, il devient directeur exécutif du STB Le Havre en Pro A. Il quitte STB Le Havre en 2010 et occupe le poste d'entraîneur à Marmande en N2 entre 2010 et 2013, puis à Hagetmau en N3 entre 2014 et 2016. En février 2016, il devient entraîneur des JSA Bordeaux en N1.
Il est ensuite à Gardonne pendant deux ans entre 2016 et 2018, passe par Val d’Albret Basket en 2019, puis en juin 2020 il est nommé entraîneur du Villeneuve Basket Club en N2. En juin 2023 il est nommé entraîneur du Stade Montois (NM3). Il est remercié en mai 2024.
Son fils Joris est également basketteur professionnel.

## Club successifs

### Joueur
- 1979-1980 :  Bleuets Agen
- 1980-1989 :  Élan béarnais Orthez (Nationale 1 et N 1 A)
- 1989-1991 :  Élan béarnais Pau-Orthez (N 1 A)
- 1991-1993 :  Saint-Quentin Basket-Ball (N 1 A)
- 1993-1995 :  FC Mulhouse Basket (Pro B)
- 1995-2001 :  Hagetmau Doazit Chalosse

## Palmarès
- Vainqueur de la Coupe Korać 1984
- Champion de France 1986, 1987
- Vainqueur Tournoi des As 1991